# Najniżej położony punkt w Holandii

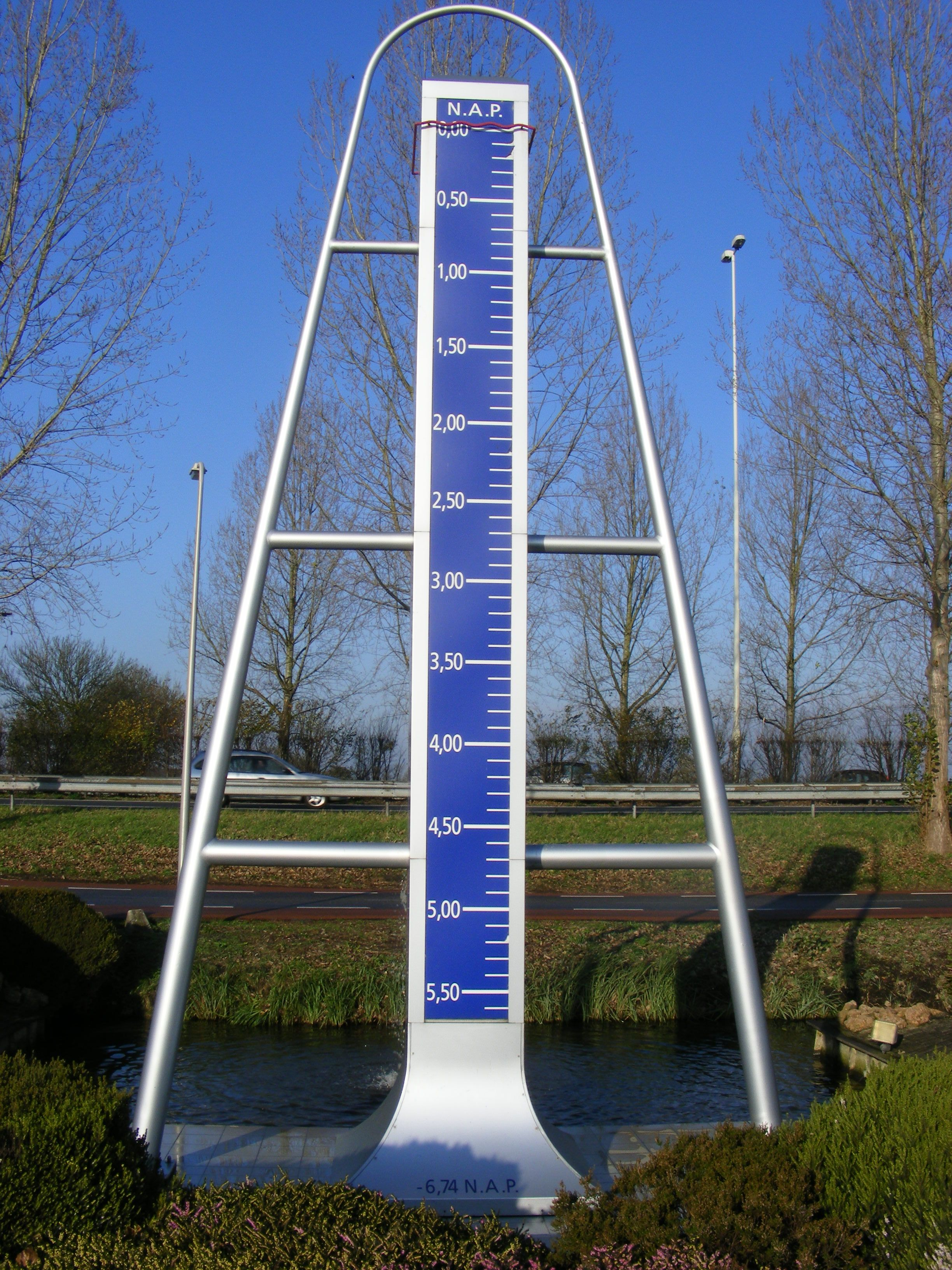
Pomnik ustawiony w najniżej położonym miejscu w Holandii

Najniżej położony punkt w Holandii – znajduje się na terenie polderu Zuidplaspolder w pobliżu miasta Nieuwerkerk aan den IJssel, w prowincji Holandia Południowa, w Holandii. Punkt ten leży na wysokości 6,76 m poniżej NAP.
Punkt położony jest na powstałym w 1861 roku polderze Zuidplaspolder na północny wschód od miasta Nieuwerkerk aan den IJssel, przy autostradzie A20. Polder powstał poprzez osuszenie jeziora Zuidplas w celu wykorzystania znajdujących się tam pokładów torfu. Kwestię tego, gdzie znajduje się najniżej położony punkt w kraju ostatecznie rozstrzygnięto w 1995 roku. Przeprowadzone wówczas pomiary dały rezultat 6,74 m poniżej NAP. Osiadanie terenu powoduje jednak jego powolne obniżanie i wyniki pomiarów z końca 2004 roku dały już rezultat 6,76 m poniżej NAP. W miejscu, w którym znajduje się najniżej położony punkt ustawiony został pomnik.